# Украинский институт
Украи́нский институ́т — государственное учреждение Украины, которое представляет украинскую культуру и формирует положительный имидж Украины в мире. Институт основан Кабинетом министров Украины в 2017 году и относится к сфере управления Министерства иностранных дел Украины. Полноценная деятельность началась летом 2018 года, после назначения Владимира Шейко на должность руководителя агентства.

## Функции
Официальная миссия организации — усилить международную и внутреннюю субъектность Украины через возможности культурной дипломатии.
Деятельность украинского института разделена на сектора: кино, музыка, изобразительное искусство, литература, исполнительское искусство, академические проекты и программы, имиджевые проекты и программы, развитие культурной дипломатии и исследования.
В 2019 году институт реализовал 85 проектов, среди которых Украинский фестиваль современной музыки в Нью-Йорке, Год культуры Австрия-Украина 2019, презентации украиноязычных аудиогидов в музеях мира, концерты, нетворкинговые события и прочие.